# San Blas Tecolotepec
San Blas Tecolotepec är en ort i Mexiko.   Den ligger i kommunen Chalchicomula de Sesma och delstaten Puebla, i den sydöstra delen av landet, 190 km öster om huvudstaden Mexico City. San Blas Tecolotepec ligger 2 455 meter över havet och antalet invånare är 386.
Terrängen runt San Blas Tecolotepec är kuperad åt nordost, men åt sydväst är den platt. Runt San Blas Tecolotepec är det ganska tätbefolkat, med 155 invånare per kvadratkilometer. Närmaste större samhälle är San José Esperanza, 2,8 km söder om San Blas Tecolotepec. Omgivningarna runt San Blas Tecolotepec är en mosaik av jordbruksmark och naturlig växtlighet.